# マストピープル
『マストピープル』は、the ARROWSの5枚目のシングルである。

## 概要
- 前作から6ヶ月でのシングルとなる。

## 収録曲
全曲 作詞/作曲：坂井竜二 編曲：the ARROWS
1. マストピープル
2. 5階の部屋
編曲：上田ケンジ
3. マストピープル - DJ TASAKA REMIX -

## 収録アルバム
- GUIDANCE FOR LOVERS（2007年12月5日）